# Pfahlrohr
Das Pfahlrohr (Arundo donax), auch Riesenschilf oder Spanisches Rohr genannt, ist eine Pflanzenart aus der Gattung Arundo innerhalb der Familie der Süßgräser (Poaceae). Als Neophyt ist dieses schnellwüchsige Schilfgras in den Tropen und Subtropen nahezu weltweit verbreitet.

## Beschreibung

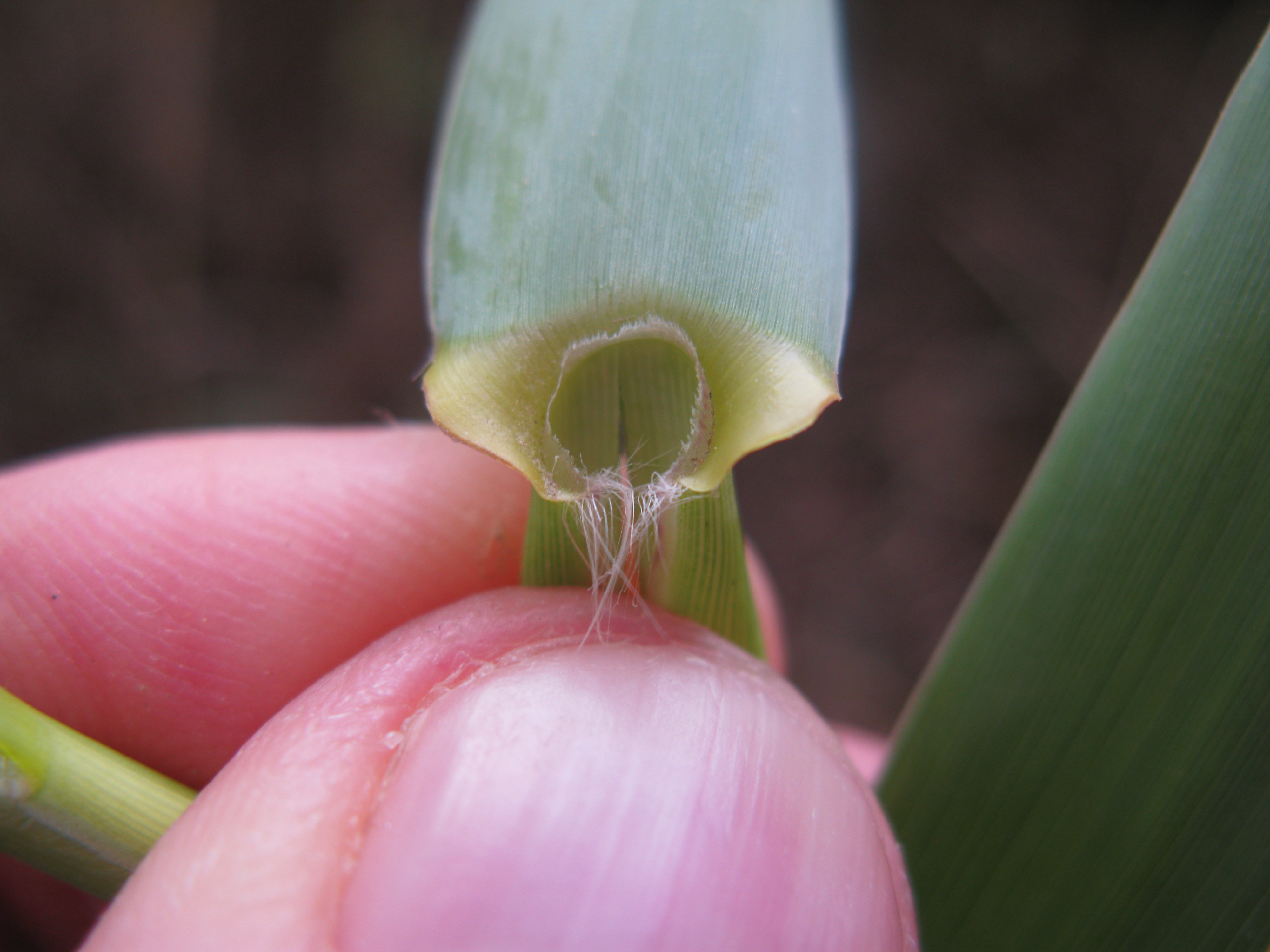
Blatthäutchen (Ligula)

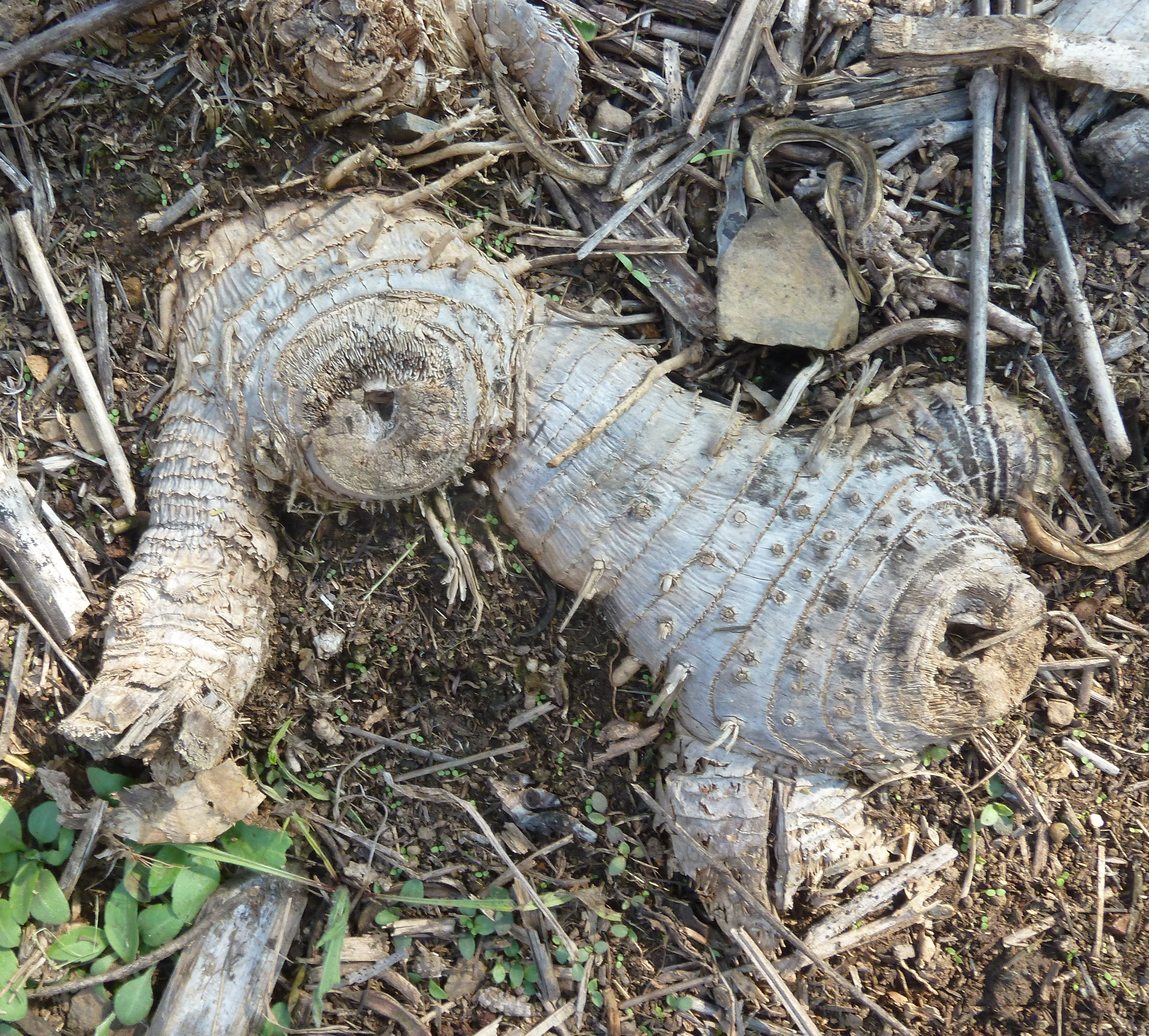
Rhizom von Arundo donax

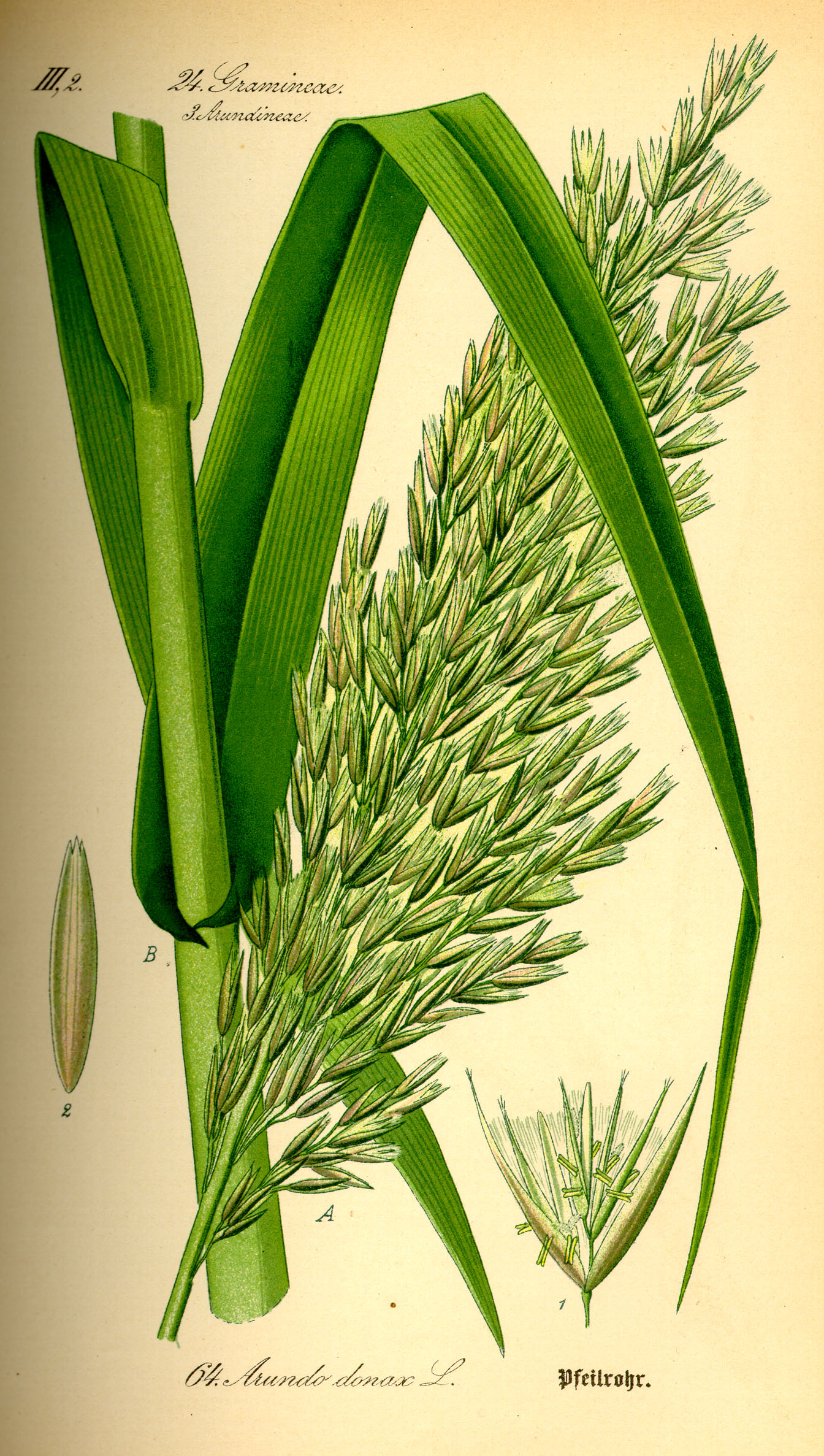
Illustration

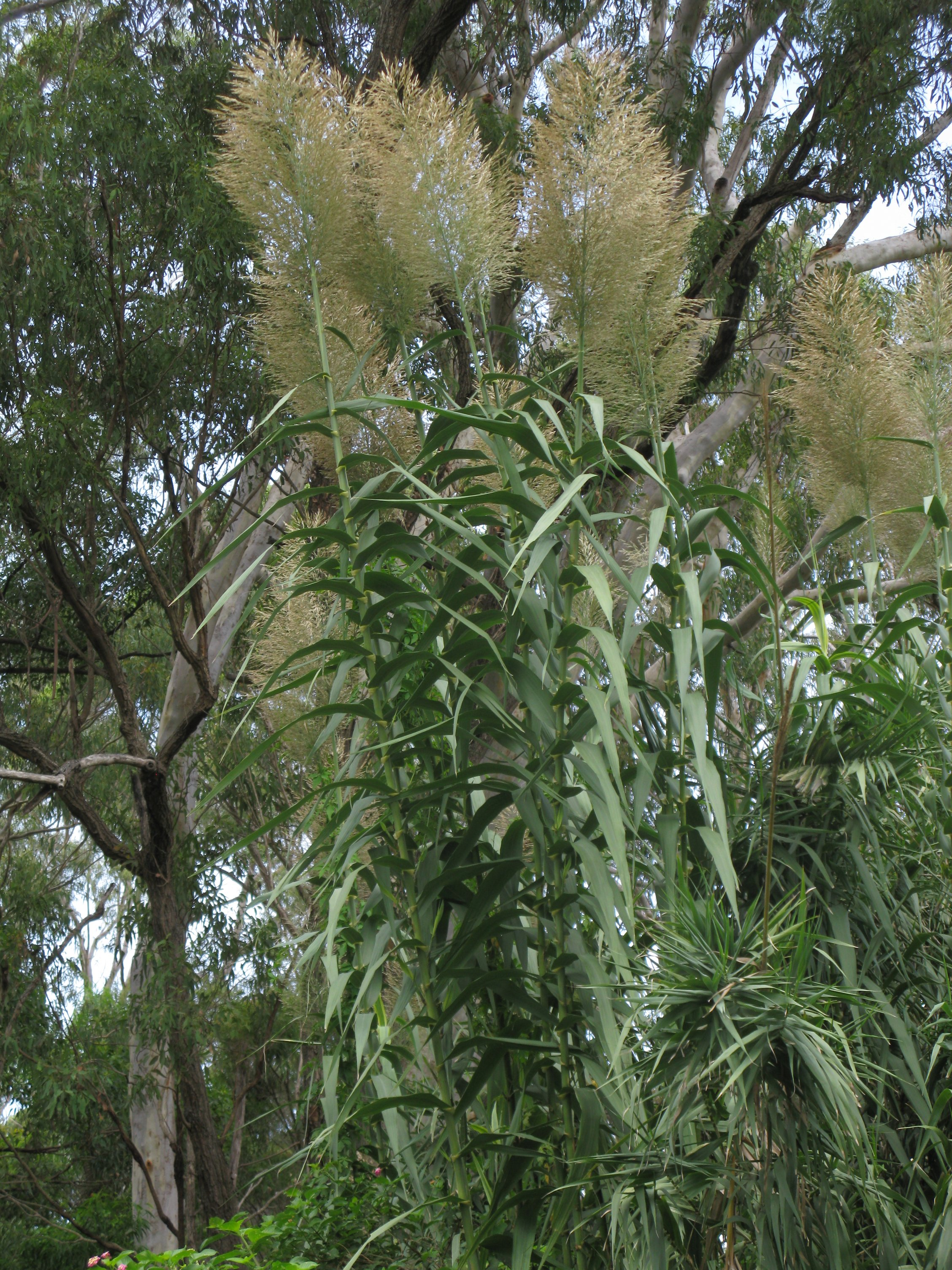
Pfahlrohr (Arundo donax)

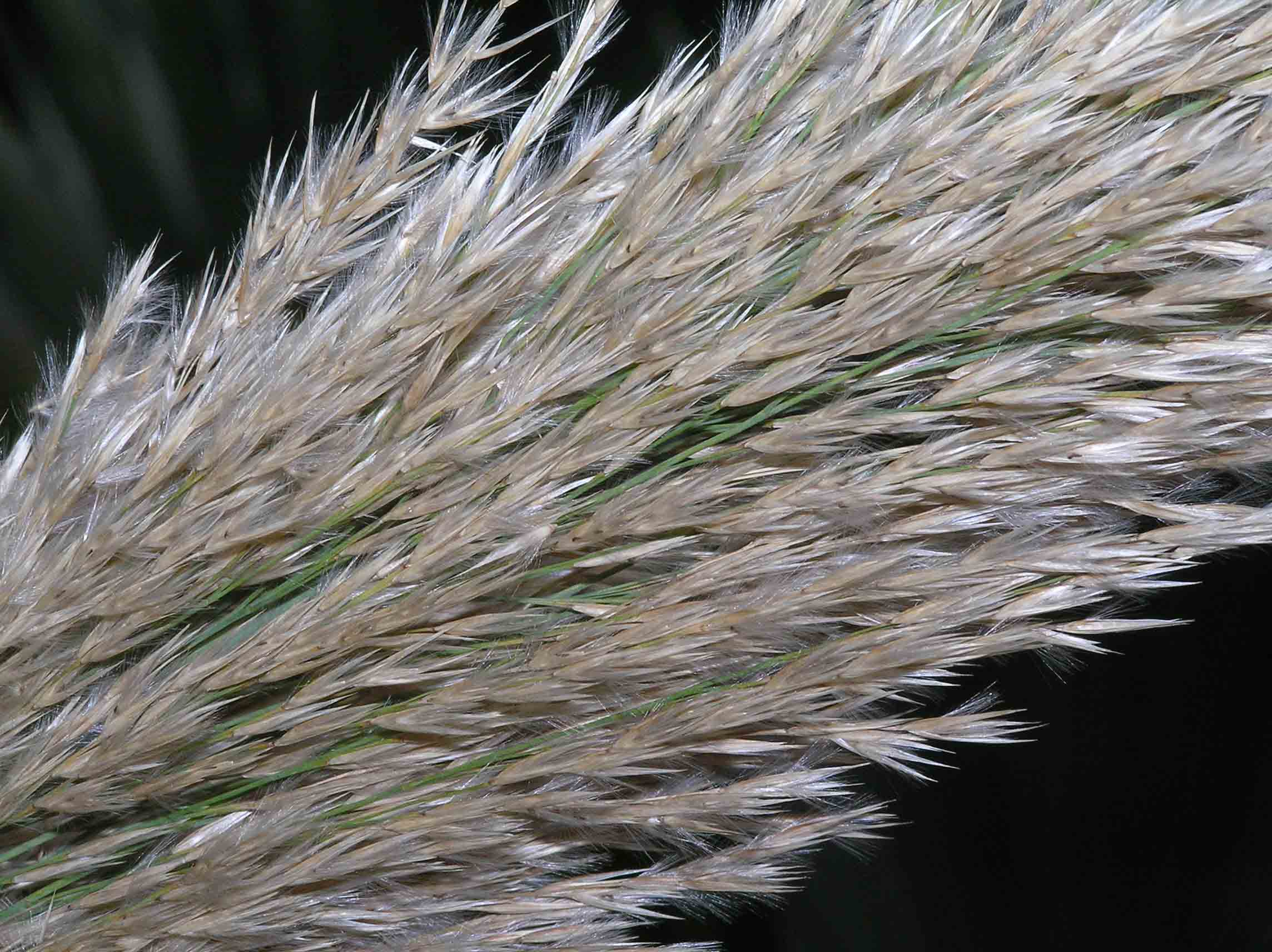
Blütenstand

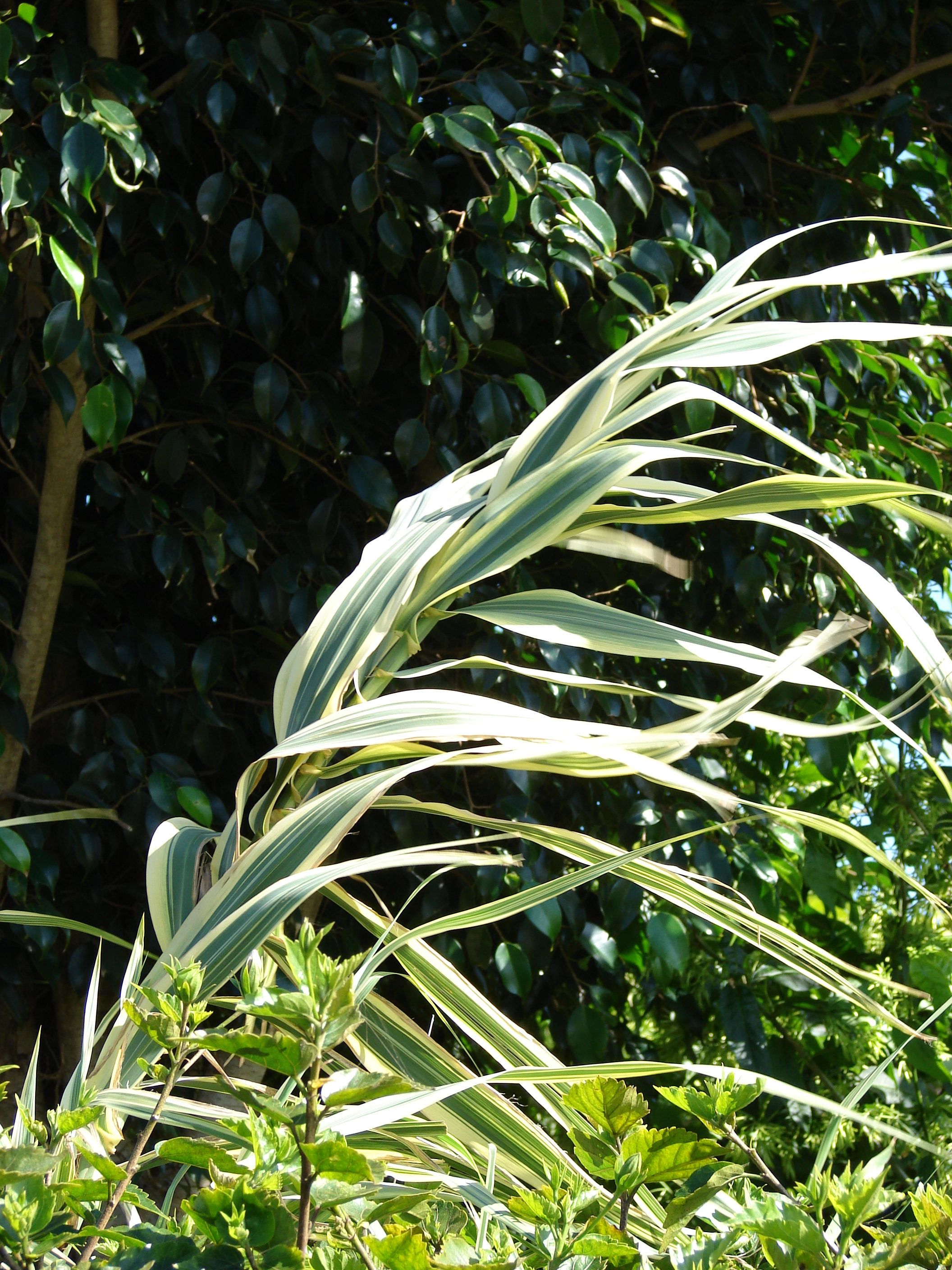
Farbvariante Arundo donax "variegata"

### Erscheinungsbild und Blatt
Pfahlrohr ist eine ausdauernde krautige Pflanze, die Wuchshöhen bis zu 6 Metern erreicht. Sie bildet verholzte, kriechende, dicke, knotige Rhizome aus. Die Sprossachse ist einfach, aufrecht, mehr oder weniger verholzt und erreicht Durchmesser zwischen 1 und 3,5 Zentimeter. Die Internodien sind verdickt und aus ihnen wachsen ähnlich wie bei vielen Bambusarten Büschel kleiner Zweige aus.
Die deutlich zweizeilig am Halm sitzenden Laubblätter sind lineal-lanzettlich und etwa 30 bis 60 Zentimeter lang sowie 1 bis 8 Zentimeter breit. Sie sind in der Regel länger als die Internodien und bis auf einige Haare an der lang keilförmig zugespitzten Spitze kahl. Die Blatthäutchen sind 0,7 bis 1,5 Millimeter lang.

### Generative Merkmale
Der aufsteigend verzweigte, dichte rispige Blütenstand weist eine Länge von 30 bis 90 Zentimetern sowie einen Durchmesser von etwa 5,8 Zentimetern auf. Die 11 bis 14 Millimeter langen Ährchen enthalten zwei bis fünf Blüten. Die schmal lanzettlichen Spelzen sind ungleich und 8 bis 12 Millimeter lang. Die lanzettlichen Deckspelzen sind 8,5 bis 23 Millimeter groß und drei- bis siebennervig. Drei der Nerven bilden eine bis zu 1,5 Millimeter lange Granne. Die zweizähnigen Spitzen der Deckspelzen sind rückseitig mit 5 bis 6 Millimeter langen Haaren besetzt. Die Vorspelze (Palea) macht etwa die Hälfte der Deckspelze aus. Staubbeutel sind etwa 3 Millimeter lang.
Pfahlrohr blüht und fruchtet von Juli bis November.

### Chromosomenzahl
Die Chromosomenzahl beträgt 2n = 24, 64, 72, oder 100.

## Vorkommen
Die natürliche Herkunft ist umstritten, diskutiert werden Ostasien, Indien oder der Mittelmeerraum. Nach R. Govaerts sind es Westasien und Zentralasien bis zu den gemäßigten Zonen Ostasiens. Eine genetische Untersuchung kam 2014 zu dem Schluss, dass alle mediterranen Vorkommen und die daraus hervorgegangenen neophytischen Vorkommen, zum Beispiel in Amerika, durch einen einzigen Haplotyp repräsentiert werden. Die Pflanze verbreitet sich hier nicht über Samen, sondern ausschließlich vegetativ. Aufgrund der genetischen Struktur der Populationen konnte eine Ursprungsregion dieser Population im Industal oder in Afghanistan, möglicherweise bis zum südlichen Kaspischen Meer wahrscheinlich gemacht werden. Die Vorkommen im Mittelmeerraum wären demnach archäophytisch.
Das Pfahlrohr wurde seit der Antike in Asien bis hin zum Mittelmeerraum kultiviert und ist auf diesem Wege weit verschleppt worden. In der Neuen Welt wurde es erst Anfang des 19. Jahrhunderts in Kalifornien eingeführt, von wo aus es sich rasant verbreitet hat. In den Vereinigten Staaten wird es heute als eine der weltweit schädlichsten invasiven Arten bekämpft, problematisch sind vor allem die Vorkommen in Kalifornien, Texas und Nevada. Es ist sowohl in den Tropen und Subtropen der Alten und Neuen Welt als auch in Ozeanien weit verbreitet.
In Mitteleuropa wird die Art als Zierpflanze kultiviert und ist hier selten verwildert. Verwilderte Vorkommen wurden beobachtet in der Schweiz, in Österreich, in Baden-Württemberg und in Rheinland-Pfalz.
Pfahlrohr bevorzugt feuchte Standorte an Küsten, Fluss- und Seeufern oder in Sümpfen. Wenn das Pfahlrohr sich einmal festgesetzt hat, wächst es auch auf trockenen Böden.

### Invasive Art
Die Art gilt in Nordamerika, insbesondere in Kalifornien und entlang des Rio Grande in Texas und Nordmexiko, als invasiver Neophyt. Sie wurde hier vom Menschen zur Erosionssicherung und als Grenzmarkierung angepflanzt und hat sich von da aus in natürliche Ökosysteme ausgebreitet. Beobachtet wird eine Verdrängung der natürlichen Vegetation mit nachteiligen Auswirkungen auf die natürliche Biodiversität, unter anderem etwa auch auf die Vogelwelt.

## Verwendung
Das Pfahlrohr wird oft als Windschutzhecke angepflanzt. Im Süden wurde das Pfahlrohr gleich lang geschnitten, zusammengebunden häufig als Schattendach über Terrassen verwendet. Eingeschränkt ist die Art als Futtermittel geeignet. Vieh frisst die jungen Blätter, verschmäht aber älteres Blattgut und die Stängel. Die Blätter werden genutzt, um Matten oder Körbe zu flechten.  Das Pfahlrohr ist bedingt zur Papiererzeugung geeignet, das Papier ist von geringer Qualität.
Aus den Stängeln des Pfahlrohrs werden die Rohrblätter vieler Einfach- und Doppelrohrblattinstrumente gebaut, beispielsweise für Dudelsack, Oboe, Klarinette, Fagott, Saxophon und Krummhorn, weiterhin auch häufig die Pfeifen der Panflöte. Eines der ältesten Instrumente aus Pfahlrohr, das schon für die Zeit der Pharaonen im ägyptischen Raum nachgewiesen ist, ist die orientalische Flöte Nay, die im gesamten Orient sowohl in der traditionellen als auch in der panarabischen modernen Musik populär ist.
Aufgrund seiner Schnellwüchsigkeit und Anspruchslosigkeit wird seine Verwendung als Energiepflanze diskutiert. Eine 2015 erschienene Review-Studie ergab, dass Pfahlrohr zusammen mit Riesen-Chinaschilf (Miscanthus × giganteus) und Napiergras (Pennisetum purpureum) eine der ertragreichsten Energiepflanzen ist. Studien aus Italien legen nahe, dass Pfahlrohr ertragreicher als Riesen-Chinaschilf sein könnte, für die Bestätigung dieser Ergebnisse sind jedoch weitere Forschungen auch in anderen Regionen notwendig.
Im klassischen Griechenland wurde das Pfahlrohr auf Grund seiner geraden Form in der Architektur als Messrute oder Waagbalken verwendet und mit dem Begriff kanôn bezeichnet. Auf Grund der Funktion als technisches Instrument erlangte Arundo donax wirkungsgeschichtliche Bedeutung: Die altgriechische Bezeichnung Kanon ist als Katachrese bis heute ein Begriff für eine vorbildliche Textgruppe, an der die eigenen Texte und Gedanken sich wie an einer Messrute messen können.

## Systematik
Die Erstveröffentlichung von Arundo donax erfolgte 1753 durch Carl von Linné. Formen mit panaschierten Blättern in Kultur wurden als Variation versicolor (auch variegata oder picta) bezeichnet. Alle früher unterschiedenen Varietäten, darunter auch die var. coleotricha Hack., wurden mit der typischen Varietät synonymisiert, so dass heute botanisch keine Varietäten mehr unterschieden werden. Weitere Synonyme sind Arundo bifaria Retz. und Arundo bengalensis Retz..

## Trivialnamen
Im deutschsprachigen Raum werden oder wurden für diese Pflanzenart, zum Teil nur regional, auch die Trivialnamen Gartenrohr, Zahmes Rohr, Schalmeienrohr, Schreibried (mittelhochdeutsch) und Schreibrohr (mittelhochdeutsch) verwendet.